# Jinsei×Boku=
Jinsei×Boku= (jap. 人生×僕= Jinsei kakete Boku wa) – szósty album studyjny japońskiego zespołu ONE OK ROCK, wydany 6 marca 2013 roku. Płyta została wydana w formacie CD i limitowanej edycji CD+DVD. Album osiągnął 2 pozycję w rankingu Oricon i pozostał na listach przebojów przez 225 tygodni, sprzedał się w nakładzie 297 001 egzemplarzy. Zdobył status platynowej płyty. Utwór the same as... został wykorzystany jako piosenka przewodnia filmu G’mor evian! (jap. グッモーエビアン! Gummō ebian!).

## Lista utworów
| Nr  | Tytuł                                   | Słowa | Kompozycja   | Czas  |
| --- | --------------------------------------- | ----- | ------------ | ----- |
| 1.  | "Intoroduction ~Where idiot should go~" |       | Toru         | 1:12  |
| 2.  | "Ending Story??"                        | Taka  | Toru/Taka    | 4:15  |
| 3.  | "ONION!"                                | Taka  | Taka         | 3:13  |
| 4.  | "The Beginning"                         | Taka  | Taka         | 4:53  |
| 5.  | "Clock Strikes"                         | Taka  | Toru/Taka    | 3:55  |
| 6.  | "Be the light"                          | Taka  | Taka         | 5:39  |
| 7.  | "Nothing Helps"                         | Taka  | ONE OK ROCK  | 4:46  |
| 8.  | "Juvenile"                              | Taka  | Taka         | 3:59  |
| 9.  | "All Mine"                              | Taka  | Taka         | 4:36  |
| 10. | "Smiling down"                          | Taka  | Toru/Taka    | 4:25  |
| 11. | "Deeper Deeper"                         | Taka  | Tomoya/Ryota | 3:36  |
| 12. | "69"                                    | Taka  | ONE OK ROCK  | 4:37  |
| 13. | "the same as..."                        | Taka  | Taka         | 16:16 |